# Kruitvatindicator
De kruitvatindicator is een sociaalgeografische indicator. Het is de weergave van een cijfermatige methode waarbij een inschatting gemaakt wordt van de kans op problemen zoals overlast en onveiligheid, als gevolg van relatieve sociaaleconomische achterstanden in een stad.
In 2008 werd de indicator geïntroduceerd als onderdeel van de tiende jaargang van de Atlas voor gemeenten, uitgebracht door de Stichting Atlas voor gemeenten.
Van de 50 grootste gemeenten van Nederland wordt data verzameld over onder andere economische groei, huizenprijzen, woonomgeving en werkloosheid. In 2008 is een conclusie, die in de media vooral genoemd wordt, dat een hoge plaatsing op deze indicator veroorzaakt wordt door "onnodige werkloosheid" in een aantal steden: de werkloosheid die niet wordt verklaard door een gebrek aan banen. In dergelijke steden is er een samenloop van een hoge vraag naar arbeid, alsmede een hoog percentage (langdurig) werklozen.. De "explosieve situatie" waarvoor gewaarschuwd wordt in de Atlas voor Gemeenten verklaart daarmee de naam voor de indicator.
De hoogstgeplaatste steden zijn, in volgorde van afnemende zwaarte: Rotterdam ('100' op de schaal), Helmond. Amsterdam, Vlaardingen, Schiedam, Den Haag, Leeuwarden (op '80'), Utrecht, Arnhem. Onderaan de lijst (minder dan '20') staan Almere, Apeldoorn, Haarlemmermeer, Ede, Hoorn, en als laagste Zwolle.